# Somua MCG
Il Somua MCG era un trattore d'artiglieria medio, utilizzato dall'Armée de terre per il traino dei cannoni Schneider 155 mm C Mle. 1917 e Schneider 105 mm L Mle 1936 e dei relativi rimorchi portamunizioni durante la seconda guerra mondiale. Ad ottobre 1939, pochi mesi dall'invasione tedesca, risultavano in servizio 297 esemplari per il traino con ralla, 564 telonati per il traino al gancio e 311 veicoli da recupero.

## Storia
La richiesta di un trattore medio per il pezzo Schneider 155 mm C Mle. 1917 (o 155 CS), pesante 3,1 tonnellate in ordine di marcia, portò alla consegna, tra il 1930 ed il 1931, di una quarantina di esemplari 'MCG 4 1ère série, con motore M6 da 55 hp, utilizzati per equipaggiare due gruppi d'artiglieria a titolo sperimentale. Il mezzo venne prodotto in tre allestimenti: uno per il traino del cannone (tracteur de pièce) con ralla per l'attacco a semirimorchio del pezzo (invece che diretto al gancio di traino o con avantreno), uno per il traino del cassone porta-munizioni (tracteur de caisson-remorque) ed uno per il recupero di carri in avaria (tracteur de dèpannage). Ogni batteria di 4 cannoni da 155 mm disponeva di 4 trattori per i pezzi, 4 trattori per i cassoni ed un trattore da recupero.
Al primo lotto seguì un nuovo ordine per 200 MCG 4 2eme série, con dotazioni migliorate per rispondere ai requisiti dell'artiglieria. Forte di questo successo, la Somua nel novembre 1932 propose il suo trattore anche per il traino del pezzo da 155 mm L Mle 1917 GPF, pesante 11,6 t in ordine di marcia. Per una tale massa, la casa di Saint-Ouen sviluppò rapidamente, fin dal 1933 due nuovi mezzi: il trattore medio MCG 5, versione migliorata dal MCG 4 con motore potenziato da 60 hp e cambio a 5 marce, ed il trattore pesante M22 CL 5. Nel 1934, con l'entrata in produzione di questi nuovi mezzi con motore da 60 hp, la Somua adottò un nuovo sistema di denominazione: la denominazione MCG 5 fu applicata a tutti i mezzi ad attacco diretto con cassone telonato, sia negli allestimenti trattore che in quello recupero, mentre MCG 11 indicava il trattore per cannone da 155 mm con attacco a semirimorchio con ralla. Di conseguenza, MCG 4 2eme série per il traino pezzi e MCG 11 erano indistinguibili esteriormente, così come gli MCG 4 2eme série per il traino del cassone ed il MCG 5.
Quando il cannone Schneider 105 mm Mle. 1913 venne sostituito, nel 1936, dallo Schneider 105 mm L Mle 1936, pesante il doppio (5,1 t), la potenza del suo trattore 4×4 Latil KTL 4 si rivelò insufficiente. In attesa dell'entrata in servizio di un nuovo trattore rapido, la direzione d'artiglieria lo sostituì con l'unico trattore medio disponibile, il MCG 5: nel 1936 venne ordinato un primo lotto di 36 esemplari, con carrozzeria speciale telonata di tipo unico per il traino sia del pezzo che del cassone, approvata a settembre 1937. Ogni batteria da 105 L 36 disponeva di 10 MCG 5: 4 per il traino dei pezzi, 4 per i cassoni, uno per il rimorchio MT delle trasmissioni ed uno da recupero, tutti con lo stesso allestimento.
I primi trattori da recupero (tracteurs de dèpannage) in servizio nelle batterie da 75 mm Mle. 1897 furono alcuni Citroën-Kégresse P14 muniti di verricello e gru, fino a quando questo ruolo venne assegnato ai trattori MCG 4 e MCG 5. La maggior parte fu fornita all'artiglieria motorizzata, in ragione di 1 per ogni batteria da 47 mm Mle 1937, da 75 mm, da 105 L 36 e da 155 CS, ma anche alle unità di carri leggeri, con un mezzo per compagnia (quindi 3 per ogni battaglione corazzato).

## Tecnica
Il MCG basato su un telaio semicingolato. Il treno di rotolamento era il Citroën-Kégresse, del quale la Somua aveva acquisito la licenza di produzione.

### MCG 4
Prima versione (1ère série) con motore M6 da 55 hp, con cabina metallica aperta, con panca a tre posti, senza portiere. Venne prodotta nei seguenti allestimenti:
- tracteur de pièce de 155 CS - trattore per il pezzo da 155 CS[2]. Dietro alla cabina erano posizionati una cassa piatta per munizioni e la ralla alla quale il cannone veniva agganciato diretatmente a semirimorchio; questa impostazione, sperimentata su un Citroën-Kégresse P14 nel 1929, rispetto al più tradizionale traino tramite avantreno offriva alcuni vantaggi quali una minore usura per attrito, un minore raggio di sterzata, maggiore stabilità del pezzo[4].
- tracteur de caisson-remorque de 155 CS - trattore per cassone porta-munizioni. La parte posteriore del telaio era occupata da un cassone in legno, telonato, con due panchette amovibili per i serventi e tamburo dell'argano che spuntava dal pianale, tra i piedi dei serventi[1]. Posteriormente, al gancio di traino veniva agganciato il cassone[2].
- tracteur de dèpannage - trattore recupero veicoli. Passo ridotto da 2,69 a 2,44 m, munito di cabina chiusa in lamiera metallica e di cassone telonato più corto rispetto alla versione precedente, con gru a capra fissata posteriormente al pianale, privo del rullo anteriore per il superamento degli ostacoli[5].

I veicoli della seconda serie (2eme série) erano dotati di portiere; su questi veicoli Somua, per rispondere alle richieste degli artiglieri, introdusse degli accorgimenti per far sì che nessun veicolo rimanesse privo di munizioni: 
- tracteur de pièce di seconda serie - dietro alla cabina erano trasportate casse da 12 colpi da 155 mm, cui erano fissati lateralmente i cunei di sollevamento e superiormente la ruota di scorta (sulla versione precedente questi materiali erano contenuti nelle casse).
- tracteur de caisson-remorque di seconda serie - 20 colpi da 155 mm erano ospitati, in posizione verticale, in un opportuno dispositivo fissato al pianale, nel cassone posteriore[2].

### MCG 5
Nuova versione entrata in produzione nel 1934, con motore da 60 hp. La numerazione 5 venne attribuita a tutte le versioni con cassone telonato:
- tracteur de caisson-remorque de 155 CS - adottato nel 1935, identico allo stesso allestimento del MCG 4 2eme série.
- tracteur de pièce et de caisson de 105 L 36 S - modello unico per il traino sia del pezzo che del cassone del pezzo da 105 mm, approvato nel settembre 1937. Cabina di nuovo tipo, completamente chiusa, in lamiera. Cassone telonato di tipo unico, con due panchette amovibili per il trasporto di 8 serventi o, in alternativa, di 28 proietti da 105 mm in casse; solitamente i serventi venivano trasportati dal trattore del pezzo. Il pezzo o il rimorchio veniva attaccato direttamente al gancio di traino. Furono prodotti 345 esemplari, dei quali 264 entro il 1 settembre 1939 e altri 81 entro la fine del maggio successivo.[3].
- tracteur de dèpannage - trattore recupero veicoli. Cabina completamente chiusa, in lamiera, con rullo sul muso e cassone telato di due modelli, uno più lungo ed uno più corto, al quale è collegata posteriormente la gru a capra[5].

## Cassoni porta-munizioni
La Somua realizzò per il MCG due tipi di cassone porta-munizioni trainato (caisson-remorque), ad un asse.
- Caisson modéle 1935 de 155 CS - per il pezzo da 155 CS, con una capacità di 34 colpi completi e cassette per le spoletta sui parafanghi. Peso in ordine di marcia: 3,5 t[1].
- Caisson modéle 1939 de 105 L - per il pezzo da 105 L 36 S, con una capacità di 64 colpi e 4 casse per polveri. Proposto inizialmente nel 1937 con una capacità di 68 colpi, lo sviluppo richiese altri due anni, con l'ordine nel 1939 di 264 esemplari[3].

## Derivati tedeschi
Dopo la resa della Francia nel 1940, molti Somua MCG e MCL di preda bellica furono immessi in servizio dalla Wehrmacht. Oltre ad essere impiegati come trattori di artiglieria, la maggior parte fu modificato dalle officine del maggiore Alfred Becker in semicingolati blindati. Questi ultimi furono utilizzati per ricoprire una quantità di ruoli nella 21. Panzer-Division, ricostituita dopo la sua completa distruzione in Nordafrica. I mezzi ricevettero le seguenti denominazioni tedesche:
- leichte Zugkraftwagen S307(f): trattore d'artiglieria, veicolo da trasporto materiali non blindato.
- Munitions-Zugkraftwagen auf Fahrgestell S307(f): veicolo portamunizioni non blindato. Prodotto in 48 esemplari.
- Pionierpanzerwagen auf Fahrgestell S307(f): trasporto truppe blindato per pionieri del genio.
- mittlerer Schützenpanzerwagen S307(f): veicolo trasporto truppe blindato .
- Panzerjäger-Fahrzeuge mit 7,5 cm PaK 40 auf Fahrgestell S307(f): cacciacarri armato di cannone 7,5 cm PaK 40. Prodotto in 72 esemplari.
- 8 cm schwerer Reihenwerfer auf SPW S307(f): piattaforma brandeggiabile su 360°, armata con una batteria di 16 canne di mortaio francese da Brandt 81 mm Mle 1927, su due file da 8. Prodotto in 36 esemplari.
- 8 cm Vielfachwerfer auf m.gep.Zgkw. Somua S307(f): progetto delle Waffen-SS, che copiava il lanciarazzi Katjuša russo da 82 mm. Il complesso a ventiquattro rotaie poteva essere montato su vari veicoli, per esempio carri nemici catturati, ed era di semplice e poco costosa produzione, avendo il vantaggio aggiunto di poter usare munizioni nemiche catturate[6].
- 15 cm Panzerwerfer 42 auf m.gep Zgkw. Somua S307(f): lanciarazzi multiplo Panzerwerfer 42 su scafo blindato.

## Galleria d'immagini

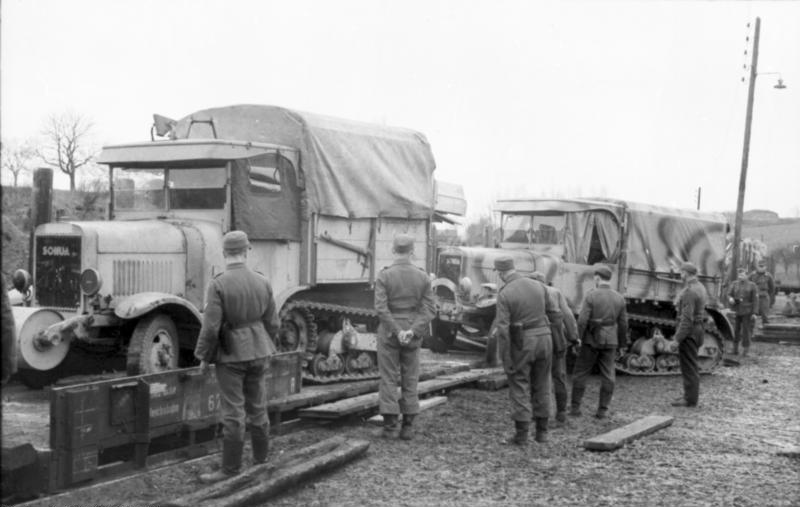
Truppe tedesche caricano due MCG su un pianale ferroviario
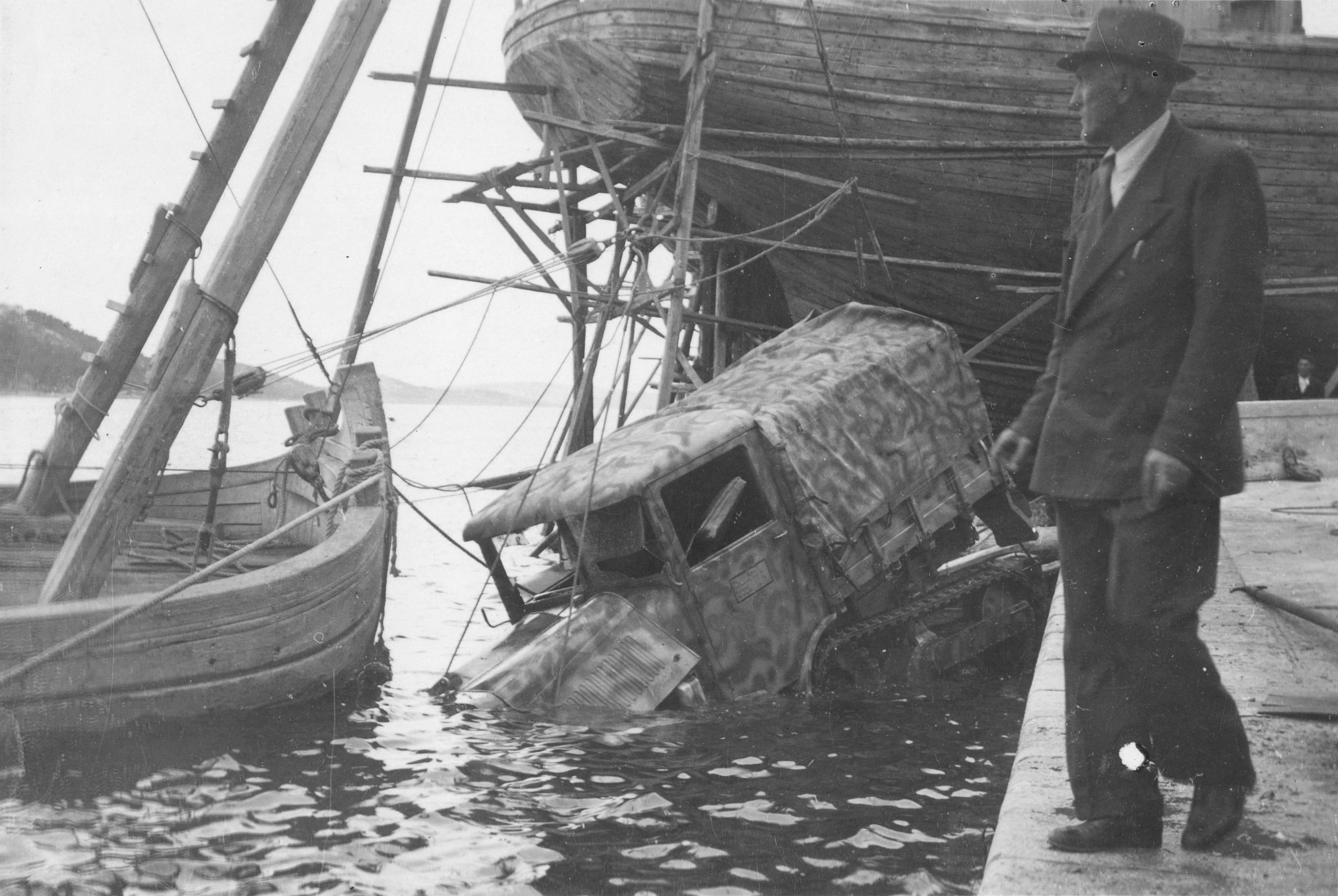
Recupero di un MCG a Lussinpiccolo, 1943
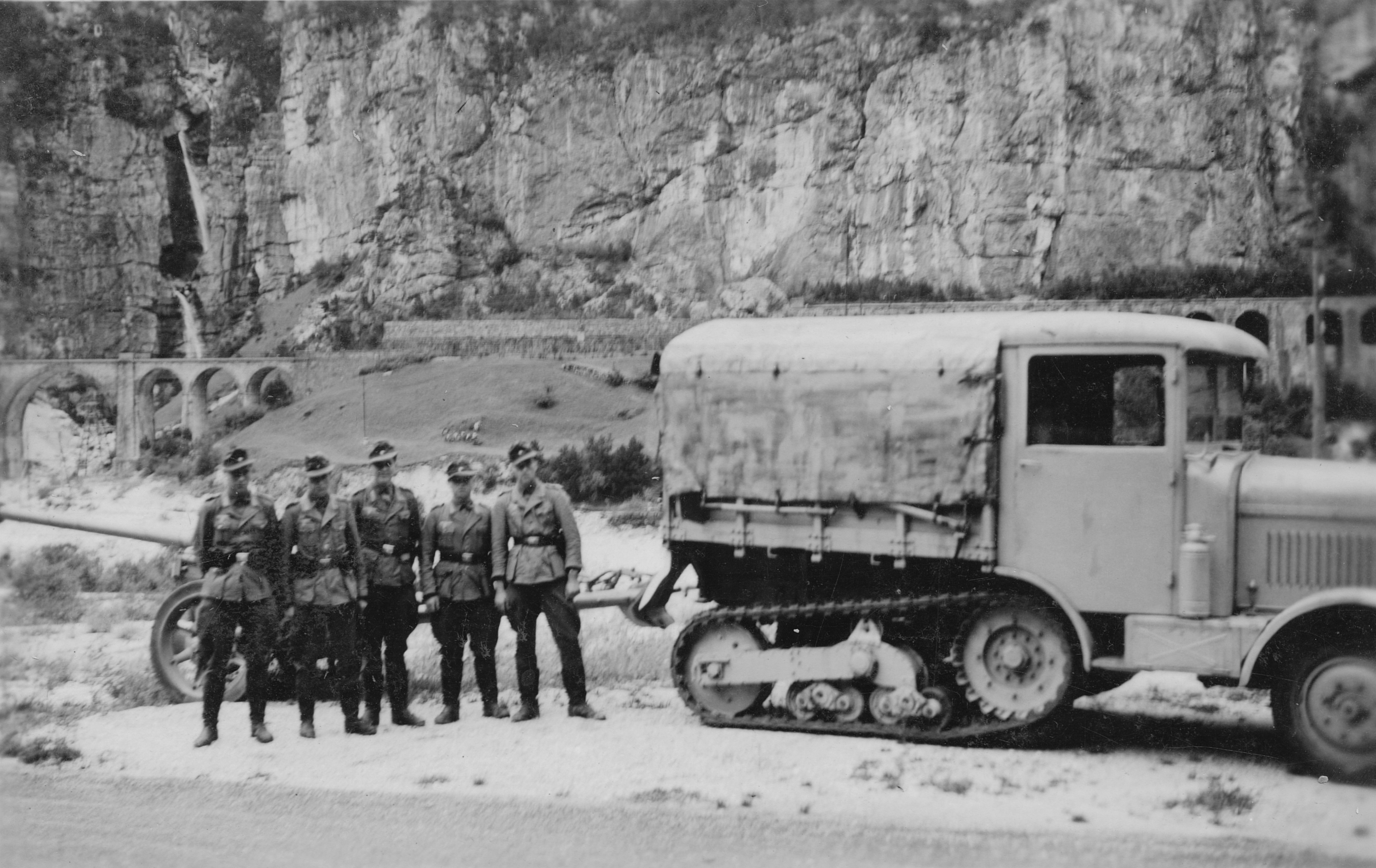
Un MCG con al traino un PaK 40 in Nord Italia
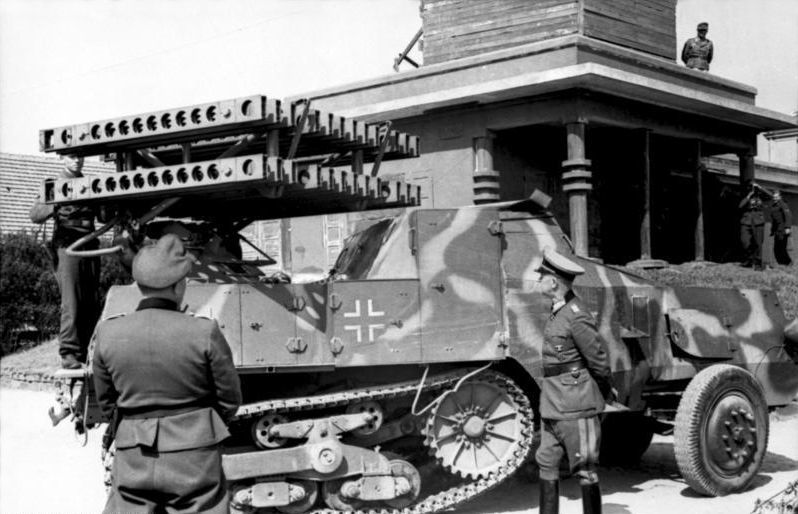
Un Somua MCL blindato con lanciarazzi.